# Chaouanon
«  Shawnee (langue) » redirige ici. Pour les autres significations, voir Shawnee.
Le chaouanon (en anglais shawnee) est une langue algonquienne centrale parlée au centre et au nord-est de l'Oklahoma par seulement environ deux-cents Chaouanons. La langue est donc très fortement menacée d'extinction. 

## Classification interne
À l'origine elle était parlée dans l'Ohio, le Kentucky et la Pennsylvanie. Elle est proche de deux autres langues algonquiennes, le mesquakie des Sauk et Fox et le kickapou.

## Phonologie
Les tableaux présentent les voyelles et les consonnes du chaouanon.

### Voyelles
Le chaouanon a quatre voyelles brèves, /i e a o/ (où /i/ et /e/ sont phonétiquement [ɪ] et [ɛ]) et quatre voyelles longues /iː eː aː oː/.
|         | Antérieure    | Centrale      | Postérieure   |
| ------- | ------------- | ------------- | ------------- |
| Fermée  | i [i] ii [iː] |               |               |
| Moyenne | e [e] ee [eː] |               | o [o] oo [oː] |
| Ouverte |               | a [a] aa [aː] |               |

### Accentuation
En chaouanon l'accent tombe sur la dernière syllabe du mot.

### Consonnes
|              | Bilabiale | Dentale | Alvéolaire | Latérale | Palatale | Vélaire | Glottale |
| ------------ | --------- | ------- | ---------- | -------- | -------- | ------- | -------- |
| Occlusive    | p [p]     | t [t]   |            |          |          | k [k]   | ʔ [ʔ]    |
| Fricative    |           | θ [θ]   | s [s]      |          |          |         | h [h]    |
| Affriquée    |           |         |            |          | c [tʃ]   |         |          |
| Nasale       | m [m]     | n [n]   |            |          |          |         |          |
| Liquide      |           |         |            | l [l]    |          |         |          |
| Semi-voyelle | w [w]     |         |            | y [j]    |          |         |          |

### Allophones
La glottale h n'est pas un phonème mais un allophone de ʔ. Les nasales sont dévoisées devant une consonne en début de phrase. Les semi-consonnes le sont aussi en début et en fin de phrase quand elles sont le premier segment d'une syllabe.